# Florent Atem
Florent Atem (Papeete-Taiti, 24 de Novembro de 1979) é um guitarrista taitiano, 6 vezes indicado ao Grammy Awards, sendo 4 ao lado de sua irmã, Carole Atem. Em 2006, tornou-se o primeiro taitiano indicado a esse premio.
Conhecido por Shredder Boy, Florent cresceu num ambiente musical - sua irmã tocava piano, e seu pai ukulele. Assim, aos 13 anos, Florent decidiu aprender a tocar violão.
Ele foi o inventor de uma técnica chamada “Slide Picking Technique”, desenvolvida por ele durante 15 anos.
Em 2003, o produtor musical John Cuniberti, conhecido por produzir vários álbuns do Joe Satriani, disse que “Florent é o novo Satriani, com um estilo próprio”.

## Discografia

### Solo
- 2002 - Musicas "Sacred Ground" e "Dream Valley", presentes na coletânea "New Wave Natives, On The Edge"
- 2005 - Dreamtown
- 2006 - Musica "Sacred Ground", presente na coletânea "Hawaiian Slack Key Kings"
- 2008 - Silver Flame (EP)
- 2008 - Musica "Wonder Island", presente na coletânea "Hawaiian Slack Key Kings, Vol. 2"

### Carole & Florent ATEM
- 1997 - Southern Cross[3]
- 1998 - Carole & Florent ATEM (Single)[3]
- 1999 - Ha'amana'o (EP)[3]
- 2002 - Favorites[3]
- 2003 - Musica "Love And Honesty", presente na coletânea "Hawaiian Style 3"[3]
- 2004 - Musica "Easy Lover", presente na coletânea "Duets - Island Style"[3]
- 2006 - Musica "One Love Medley", presente na coletânea "Everybody Loves Bob Marley"[3]